# Kalendermacher
Ein Kalendermacher ist eine Person, die ein schriftliches Kalendarium – meist für ein Kalenderjahr – entwirft und zusammenstellt. Die weitgehend gleichbedeutenden Bezeichnungen Kalenderschreiber und Kalendariograph betonen den literarischen Anteil in dem Kalendarium. Die Tätigkeit vereinigte zu Beginn eine Teilmenge der Berufe Astronom, Astrologe, Mathematiker, Redakteur und Dichter. In manchen Fällen war der Kalendermacher zusätzlich der Verleger und sogar Drucker des Kalenderwerks. Ab dem 18. Jahrhundert wurden die Tätigkeiten des Kalendermachers üblicherweise auf mehrere Mitglieder einer Kalenderredaktion aufgeteilt.

## Informationen in Kalenderwerken
Die Kalendermacher mussten recht vielseitige Kenntnisse und Fähigkeiten haben, denn sie lieferten ihren Abnehmern eine Reihe ganz verschiedener Informationen:
- korrekte Zuordnung von Tagen, Monaten und Wochen in einem Kalenderjahr unter Berücksichtigung der Schaltjahre
- Unterschieden, die sich durch die über Jahrzehnte verzögerte Einführung des Gregorianischen Kalenders in verschiedenen Gebieten ergaben
- Berechnung des Osterdatums und der anderen beweglichen Feiertage im Kirchenjahr
- Mondphasen
- Sonnen- und Mondfinsternisse und andere Konstellationen
- Erläuterungen der astronomischen Beobachtungen und Berechnungsverfahren
- Namenstage, Heiligenkalender (das in der römisch-katholischen Kirche verwendete kalendarische Verzeichnis der Heiligen)
- andere Feier- und Gedenktage
- Astrologische Angaben, Mondkalender und Horoskope
- Bauer- oder Wetterregeln,  Pflanz- und Saattermine, Pollenflug
- Sinnsprüche, Kochrezepte, Rätsel, Illustrationen, Ornamente
- aufklärerische und unterhaltsame Texte bis hin zu der eigenen literarischen Gattung der Kalendergeschichte

Der Textanteil wurde ab der Mitte des 16. Jahrhunderts immer wichtiger und trug erheblich zum Markterfolg des Produkts bei.
Daneben wurden sogenannte Ewige Kalender (auch Immerwährende oder Universal-Kalender) publiziert, mit denen bestimmte Kalenderangaben, vor allem der Wochentag, algorithmisch und/oder mit Tabellen für einen langen Zeitraum (viele Jahre) bestimmt werden konnte.

## Frühe Kalendermacher
Zu den deutschen Kalendermachern des 16. und 17. Jahrhunderts gehören:
- Joachim Heller (ca. 1518–1590)
- Caspar Thierfelder (wahrscheinlich 1525–1594)
- Johannes Krabbe (1553–1616)
- Magdalena Zeger (ca. 1491–1568), erste bekannte Kalendermacherin
- Melchior Schärer (1563–1624)
- Hermann de Werve (1584–1656)
- Caspar Schwartz (um 1595–1647)
- Lorenz Eichstaedt (1596–1660)
- Nikolaus Schmidt-Küntzel (1606–1671)
- Johannes Mejer (1606–1674)
- Paul Halcke (1662–1731) und dessen Bruder Johann Halcke (um 1690–1735)
- Gottfried Kirch (1639–1710) und dessen Sohn Christfried Kirch (1694–1740)
- Nicolaus Rohlfs (1695–1750)